# Vili

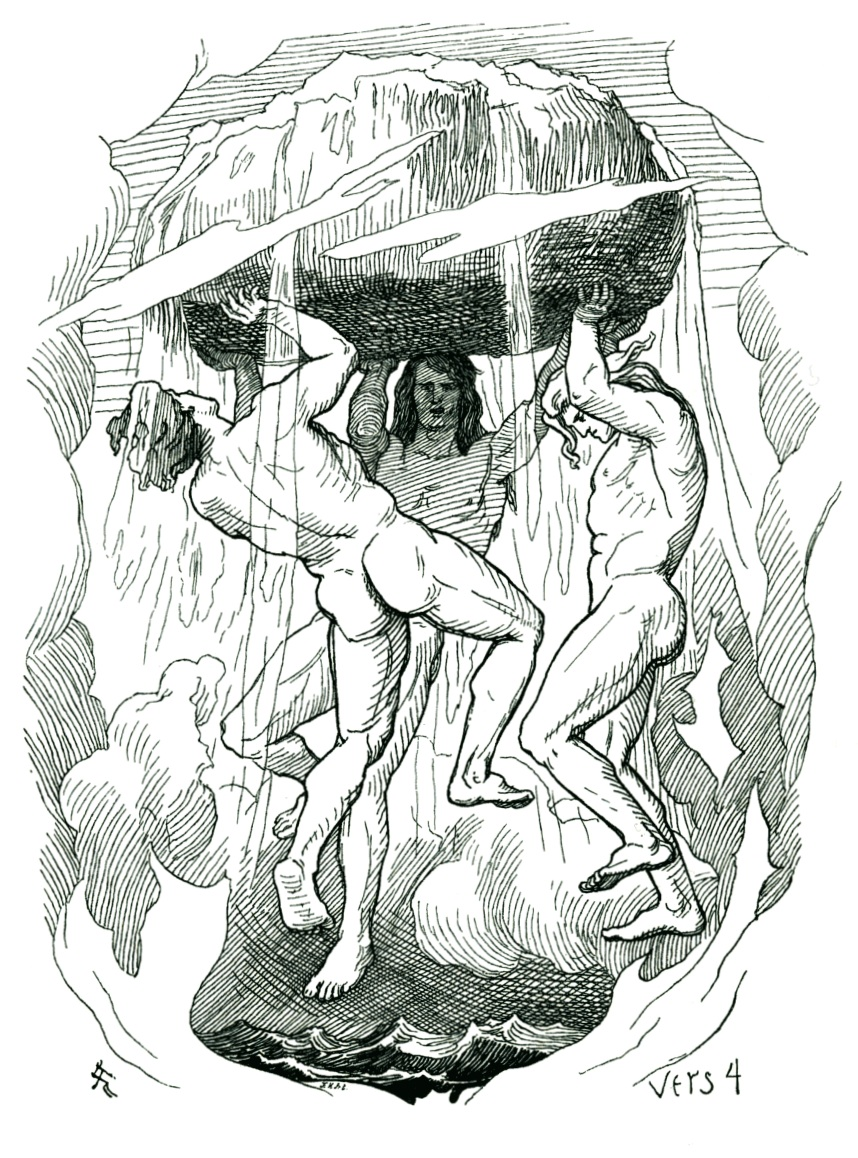
Ódin, Vili a Vé tvoří svět

Vili je severský bůh, syn Bestly a Bora, bratr Ódina a Véa. Tito bratři zabili obra Ymiho a z jeho těla stvořili svět. Spolu také stvořili člověka. Jeho darem lidstvu byl rozum a pohyb. Někdy je zmiňován jako jedno z jmen samotného Ódina či jako jiné jméno pro Höniho.